# 圣桑福里安球场
聖桑福里安市政體育場（法語：Stade Municipal Saint-Symphorien）是一座位於法國梅斯多功能體育場。目前體育場主要用於足球比賽，並且是法國足球甲級聯賽球隊梅斯足球俱乐部的主場球場。體育場在1923年建成，目前容納人數可達25,636人